# Stolnica sv. Jakoba, Santiago de Compostela

Stolnica sv. Jakoba v Santiagu de Composteli (špansko in galijcijsko Catedral Basilica de Santiago de Compostela) je del Metropolitanske nadškofije Santiago de Compostela v Galiciji v Španiji in je sestavni del svetovne dediščine mesta Santiago de Compostela. Velja za eno največjih krščanskih romarskih središč na svetu, saj je znana kot mesto, kjer je pokopan apostol sveti Jakob. Zaradi tega ima cerkev tudi status bazilike. Je ena izmed treh cerkva na svetu, ki so bile zgrajene na mestu groba katerega izmed Jezusovih apostolov – drugi dve sta Bazilika sv. Petra, Vatikan in Stolnica sv. Tomaža, Chennai, Indija.
Stolnica je bila zgodovinska točka za romarje na Jakobove poti že od zgodnjega srednjega veka in označuje tradicionalen konec romarske poti. Stavba je romanska arhitektura s kasnejšimi gotskimi in baročnimi dodatki.
Romarski kraj omenja tudi France Prešeren v sonetu Marsktéri romar gre v Rim, v Kompostélje.

## Zgodovina
Po legendi je apostol sveti Jakob prinesel krščanstvo na Iberski polotok. Po legendi je puščavnik Pelagij znova odkril to grobnico leta 814 po tem, ko je bil priča čudnim lučem na nočnem nebu. Irski škof Teodomir je to priznal kot čudež in o tem obvestil kralja Asturije in Galicije, Alfonza II. (791–842). Kralj je na tem mestu naročil gradnjo kapelice. Legenda pravi, da je bil kralj prvi romar v to svetišče. Sledila je prva cerkev leta 829, nato pa leta 899 n. št. predromanska cerkev, ki jo je naročil kralj Alfonz III. Leonski, kar je povzročilo postopen razvoj tega glavnega romarskega kraja.
Leta 997 je zgodnjo cerkev pretvoril v pepel Ibn Abi Aamir (znan kot  Almanzor) (938–1002), poveljnik vojske kalifata v Córdobi. Poveljnika Al Andaluza so ob napadu spremljali njegovi vazalni krščanski gospodje, ki so prejeli del plena. Grob in relikvije sv. Jakoba so pustili nedotaknjene. Vrata in zvonovi, ki so jih lokalni krščanski ujetniki nosili v Córdobo, so bili dodani Aljamski mošeji. Ko je leta 1236 kralj Ferdinand III. Kastiljski prevzel Córdobo, so ta vrata in zvonove muslimanski ujetniki prepeljali v Toledo, da bi jih vstavili v Toledsko stolnico.
Gradnja sedanje stolnice se je začela leta 1075 pod vladavino Alfonza VI. Kastiljskega (1040–1109) in pod pokroviteljstvom škofa Diega Peláeza. Zgrajena je bila po istem načrtu kot samostanska opečnata bazilika sv. Saturnina v Toulousu, verjetno največja romanska stavba v Franciji. Zgrajena je bila predvsem iz granita. Gradnja je bila večkrat ustavljena in po besedah Liber Sancti Iacobi je bil zadnji kamen položen leta 1122. Toda do takrat gradnja stolnice zagotovo ni bila končana. Stolnica je bila posvečena leta 1211 v prisotnosti kralja Alfonza IX. Leonskega.
Po Codex Calixtinusu so bili arhitekti "Bernard starejši, čudovit mojster", njegov pomočnik Robertus Galperinus in kasneje morda "Esteban, mojster stolnih del". V zadnji fazi je "Bernard, mlajši" dokončal stavbo, Galperinus pa je bil zadolžen za koordinacijo. Leta 1122 je pred severnim portalom zgradil tudi monumentalni vodnjak.
Mesto je leta 1075 postalo škofovsko središče, cerkev pa njegova stolnica. Zaradi vse večjega pomena kot romarskega kraja jo je papež Urban II. leta 1100 povzdignil na nadškofovsko sedež. Leta 1495 je bila dodana univerza.
Stolnico so v 16., 17. in 18. stoletju razširili in olepšali z dodatki.

## Zunanjost
Vsaka fasada skupaj s sosednjimi trgi tvori velik urbani trg. Baročno fasado trga Praza do Obradoiro (Trg delavnic) je dokončal Fernando de Casas Novoa leta 1740. Tudi v baročnem slogu je fasada Acibecharía Ferra Caaveira in Fernándeza Sarele, ki jo je kasneje spremenil Ventura Rodríguez. Fasado Pratarías, ki jo je zgradil mojster Esteban leta 1103 in najpomembneje Pórtico da Gloria, zgodnje delo romanskega kiparstva, je dokončal mojster Mateo leta 1188.

### Pórtico da Gloria
Pórtico da Gloria (Portik slave v galicijščini) stolnice Santiago de Compostela je romanski portik mojstra Matea in njegove delavnice, ki ga je naročil kralj Ferdinand II. V spomin na njegovo dokončanje leta 1188 je bil datum izklesan v kamnu in postavljen v stolnico, preklada pa postavljena na portik. Dokončanje celotnega tridelnega sklopa je trajalo do leta 1211, ko je bil tempelj posvečen v prisotnosti kralja Alfonza IX. Leonskega.
Portik ima tri polkrožne loke, ki ustrezajo trem ladjam cerkve, podprti z debelimi slopi s pilastri. Osrednji lok, dvakrat širši od ostalih dveh, ima timpanon in je razdeljen s srednjim stebrom – portalnim stebrom - s prikazom svetega Jakoba. Spodnji del navpično tvorijo podstavki stebrov, okrašeni s fantastičnimi živalmi, srednji del sestavljajo stebri, okrašeni s kipi apostolov, zgornji del pa podpira podnožje lokov, ki kronajo tri vrata. Skulptura naj bi služila kot ikonografska predstavitev različnih simbolov, ki izhajajo iz knjige Razodetja in knjig Stare zaveze. 

#### Timpanon
Ureditev timpanona temelji na opisu Kristusa, ki ga Janez Evangelist naredi v Razodetju (poglavje 1 v 1 do 18). V sredini je prikazan Pantokrator s podobo Kristusa v slavi, ki v rokah in nogah prikazuje rane križa. Okoli Kristusa je tetramorf s figurami štirih evangelistov z njihovimi lastnostmi: levo, zgoraj sv. Janez in orel, pod njim sveti Luka z volom; desno zgoraj sveti Matej s knjigo davkarja in pod njim sveti Marko z levom.
Na obeh straneh evangelistov, za Markom in Luko, so na vsaki strani štirje angeli s predmeti Kristusovega trpljenja. Nekateri so, ne da bi se ga neposredno dotaknili, križ in trnova krona (levo) in kopje ter štirje žeblji (desno), še en steber ob katerem so ga šibali in kozarec, skozi katerega je Poncij Pilat razglasil njegovo nedolžnost. Nad glavami teh angelov dve veliki skupini duš blagoslovljenih, skupaj štirideset. V arhivoltu osrednjega timpanona sedijo starešine Apokalipse, vsak z glasbilom, kot bi pripravljal koncert v čast Bogu.

#### Portalni steber
V portalnem stebru je podoba svetega Jakoba z romarsko palico kot zavetnik bazilike. Jakob se pojavi s svitkom, ki vsebuje napis Misit me Dominus (Gospod me je poslal). Steber tik nad njegovo glavo s kapitelom, ki predstavlja Kristusove skušnjave. Na treh njegovih straneh, obrnjeni proti notranjosti templja, dva klečeča angela molita. Ob vznožju svetnika je še en kapitel s podobami svete Trojice. Pod apostolom je predstavitev jesejevega drevesa, ime, ki ga je družinsko drevo Jezusa Kristusa dobilo od Jeseja, očeta kralja Davida; to je prvič, da je ta tema predstavljena v verski ikonografiji na Iberskem polotoku. Steber leži na bazi, kjer je figura z brado (morda podoba Noa) in dva leva. Ob vznožju osrednjega stebra na vrhu znotraj, gledano proti glavnemu oltarju stolnice, je klečeča figura samega mojstra Matea, ki drži znak, na katerem je napisano Architectus. Ta podoba je splošno znana kot Santo dos Croques  iz starodavne tradicije, ko so študentje figuro udarjali z glavo za modrost, tradicijo, ki so jo kasneje sprejeli romarji, čeprav se izvajajo ukrepi za omejitev dostopa, za preprečitev poslabšanja, ki ga je delo utrpelo.

#### Podboji
V stebrih osrednjih in dveh stranskih vrat so predstavljeni apostoli ter preroki in drugi liki s svojimi ikonografskimi atributi. Vsi so opremljeni z lastnim kapitelom, ki predstavlja različne živali in človeške glave z motivi listov. Imena vseh likov so na knjigah ali zvitkih, ki jih imajo v rokah.
Štirje stebri portika stojijo na močnih temeljih, ki predstavljajo različne skupine živali in človeške glave z bradami. Za nekatere zgodovinarje so te figure podobe demonov in simbolizirajo težo slave (v tem primeru portik), velik greh. Drugi viri dajejo apokaliptično razlago z vojnami, lakoto in smrtjo (ki jih predstavljajo zveri) s situacijami, ki jih lahko reši le človeška inteligenca (glave starejših moških).

#### Stranska vrata
Lok desnih vrat predstavlja Poslednjo sodbo. Dvojni arhivolt je razdeljen na dva enaka dela z dvema glavama. Nekateri avtorji identificirajo te glave s figurami nadangela Mihaela in Kristusa. Za druge so Kristus-sodnik in angel ali pa lahko označujejo Boga Očeta in Boga Sina. Desno od teh glav je pekel predstavljen s figurami pošasti (demonov), ki vlečejo in mučijo duše prekletih. Na levi strani so nebesa z izvoljenimi, s figurami angelov z otroki, ki simbolizirajo odrešene duše. 
Na loku levih vrat so upodobljeni prizori iz Stare zaveze, pravičniki pa čakajo na prihod Odrešenika. V središču prvega arhivolta je Bog Stvarnik, ki blagoslovi romarja in hrani Knjigo večne resnice; desno od njega so Adam (gol), Abraham (z dvignjenim kazalcem) in Jakob. Z njimi sta dve figuri, ki bi lahko bili Noe (novi oče človeštva, rešen s potopom) ter Ezav ali Izak in Juda (Jakobov sin). Levo od Boga so Eva, Mojzes, Aron, kralj David in Salomon. V drugem arhivoltu na vrhu deset majhnih likov predstavlja dvanajst izraelskih plemen.

### Fasada Obradoiro
Trg Obradoiro (Trg delavnic) pred fasado aludira na delavnico (obradoiro v galicijščini) kamnosekov, ki so na trgu delali med gradnjo stolnice. Da bi zaščitili Pórtico da Gloria pred poslabšanjem vremena, so na tej fasadi in stolpih od 16. stoletja izvedli več predelav. V 18. stoletju so se odločili za gradnjo sedanje baročne fasade, ki jo je zasnoval Fernando de Casas Novoa. Ima velika zastekljena okna, ki osvetljujejo starodavno romansko fasado, ki je med stolpoma. Na sredini osrednjega telesa je sveti Jakob in eno stopnjo pod njegovima dvema učencema Atanazijem in Teodorom, vsi oblečeni kot romarji. Vmes je žara (ki predstavlja najdeno grobnico) in zvezda (ki predstavlja luči, ki jih je videl puščavnik Pelagij) med angeli in oblaki. Stolp na desni prikazuje Marijo Salomo, mater svetega Jakoba, stolp na levi pa njegovega očeta Zebedeja. Balustrada na levi strani prikazuje sv. Suzano in sv. Janeza, na desni pa sv. Barbaro in Jakoba Manjšega.
Stopnišče omogoča vstop do fasade. Stopnišče je v 17. stoletju izdelal Ginés Martínez in je v renesančnem slogu po navdihu Giacoma Vignole iz Palazzo Farnese. Je v obliki diamanta z dvema rampama, ki obdajata vhod v staro romansko kripto mojstra Mateja iz 12. stoletja, popularno imenovano "stara stolnica".
Med obstoječo ravnino fasade Obradoira in starim romanskim portalom (Pórtico da Gloria) je pokrit narteks.
Ta fasada je postala simbol stolnice in mesta Santiago de Compostela. Kot taka je  vgravirana na hrbtni strani španskih eurokovancev za 1, 2 in 5 centov.

### Južna fasada alidas Pratarías
Fasada srebrnine (Pratarías v galicijščini) je južna fasada transepta stolnice Santiago de Compostela; je edino romansko pročelje, ki je ohranjeno v stolnici. Zgrajena je bila med letoma 1103 in 1117, v naslednjih letih pa so bili dodani elementi iz drugih delov stolnice. Trg na dveh straneh vežeta stolnica in križni hodnik. Poleg stolnice je Casa do Cabido.
Ima dvoje vhodnih vrat z arhivolti in zgodovinskimi timpanoni. Arhivolti so pritrjeni na enajst stebrov, tri so iz belega marmorja (na sredini in vogalih), preostali del pa iz granita. V središču so figure dvanajstih prerokov in apostolov na stranski črti. Na timpanonih je velik friz, ki je od zgornjega dela ločen s trakom, podprtim z grotesknimi konzolami; v tem nadstropju sta dve okni, okrašeni z romanskimi arhivolti.
V srednjem frizu je Kristus z različnimi liki in prizori. Na desni šest figur pripada koru mojstra Matea, ki so ga postavili v poznem 19. stoletju. Prvotna postavitev ikonografskih elementov je bila razveljavljena, saj so bile v 18. stoletju predstavljene številne podobe, odkrite z razstavljene fasade Acibecharía. Osrednji medaljon prikazuje Večnega Očeta (ali Spremenjenje) z odprtimi rokami, na zgornji površini pa so štirje angeli s trobentami, ki oznanjajo Poslednjo sodbo.
V timpanonu na levih vratih Kristusa skuša skupina demonov. Desno je na pol oblečena ženska z lobanjo v rokah, kar bi lahko bila Eva ali prešuštnica. Ta figura ne moli na kolenih, ampak sedi na dveh levih. Podboji so sveti Andrej in Mojzes. Na levem naslonu je svetopisemski kralj David sedeč na svojem prestolu s prekrižanimi nogami, prosojnimi skozi tanko tkanino svojih oblačil in igra nekaj, kar se zdi kot rebec (vrsta godala), pooseblja zmagoslavje nad zlom in je izjemno romansko delo, ki ga je oblikoval mojster Esteban. Prikazano je tudi stvarjenje Adama in Kristus blagoslavlja. Mnogi od teh likov prihajajo iz romanske fasade na severu ali iz Paraísa (sedanja fasada Acibecharíe) in so bili postavljeni na to fasado v 18. stoletju.
V timpanonu desnih vrat je več prizorov iz Kristusovega pasijona in čaščenja Treh kraljev. V enem od podbojev je napis v spomin na polaganje kamna:
Registracija sledi rimskemu koledarju, glede na izračun španske dobe, ki ustreza 11. juliju 1078. Podoba, neznana, lisice, ki je pojedla zajca in proti temu slabo oblečeno žensko z živaljo v naročju. Na steni stolpa Berenguela so podprte druge podobe, ki predstavljajo stvarjenje Eve, Kristus na prestolu in žrtvovanje Izaka.

### Severna fasada alida Acibecharía
Fasada da Acibecharía (galicijsko ime za gagat, trd, svetleč fosilni les, ki ga uporabljajo draguljarji) je ob Praza da Inmaculada ali Acibecharía, ob delu mestnih poti sv. Jakoba: Camiño Francés (francoske), Camiño Primitivo (primitivne), severne in  Camiño Inglés (angleške) skozi stara vrata Franxígena ali Rajska vrata. Romanski portal je leta 1122 zgradil Bernardo, zakladnik templja. Ta portal je bil porušen po požaru leta 1758; nekaj kiparskih kosov, ki so bili shranjeni, je bilo postavljenih na fasado das Pratarías. Novo fasado je v baročnem slogu oblikoval Lucas Ferro Caaveiro, dokončala pa sta jo Domingo Lois Monteagudo in Clemente Fernández Sarela v neoklasicističnem slogu leta 1769, čeprav je ohranila nekaj sledi baroka.
Na vrhu fasade je kip svetega Jakoba iz 18. stoletja z dvema kraljema v molitvi pri nogah: Alfonz III. Asturski in Ordoño II. Leonski. V središču je kip Vere.

### Vzhodna fasada alida Quintana
Fasada stolnice, ki gleda na trg Quintana, ima dvoje vrat: Porta Real (kraljeva vrata) in Porta Santa (sveta vrata). Gradnjo baročnih vrat Porta Real so začeli pod vodstvom Joséja de Vege y Verduga in Joséja de la Peñe de Tora leta 1666, dokončal pa jih je Domingo de Andrade leta 1700, ki je zgradil nekaj stebrov, ki obsegajo dve nadstropji oken, balustrado z velikimi fialami in edikulo s konjeniškim kipom svetega Jakoba (zdaj izginil), dobro okrašen z dekorativnimi grozdi sadja in velikimi vojaškimi trofejami. Španski kralji so skozi ta vrata vstopili v stolnico, od tod njeno ime in kraljevi grb na prekladi.
Najbližje stopnicam so tako imenovana Sveta vrata (Porta Santa) ali Vrata odpuščanja (Porta do Perdón). Običajno so zaprta z ograjo in odprta le v jubilejnih letih (leta, ko sv. Jakoba dan, 25. julij, pade na nedeljo). To so bila ena od sedmih manjših vrat in so bila posvečena svetemu Pelagiju (katerega samostan je ravno nasproti). Na vratnih nišah je podoba Jakoba Z učenci Atanazijem in Teodorom ob njem. Na dnu in na straneh vrat JE bilO postavljeniH štiriindvajset figur prerokov in apostolov (vključno s svetim Jakobom), ki prihajajo iz starega kamnitega Kora mojstra Mateja. Znotraj teh vrat skozi majhno dvorišče so prava Sveta vrata, ki vstopajo v ambulatorij apside cerkve.

### Zvoniki
Zgodnja stolpa na glavni fasadi stolnice sta bila romanska (sedanja fasada Obradoira). Imenujeta se Torre das Campás, ki je na strani poslanice (desno) in Torre da Carraca, na strani evangelija (levo). Oba sta visoka med 75 in 80 metrov.
Prvi del stolpa je bil zgrajen v 12. stoletju, v 15. stoletju pa je bilo narejenih več sprememb in kralj Ludvik XI. Francoski je leta 1483 podaril dva največja od trinajstih zvonov.
Zaradi nagiba, ki so ga v strukturi zaznali med 16. in 17. stoletjem, so morali med letoma 1667 in 1670 stolpa okrepiti z oporniki. Stolpa z zvonovi je izdelal José de la Peña de Toro (1614–1676) v baročnem slogu, dopolnil pa ju je Domingo de Andrade. Arhitektura stolpov ima v perspektivi velik učinek s svojimi navpičnimi linijami in zaporedjem nadstropij.

### Severni stolp alida Carraca
Je levo od fasade del Obradoiro in je bil - tako kot njegov partner - zgrajen na nasprotni strani starejšega stolpa iz romanskega obdobja. Zasnoval ga je Fernando de Casas Novoa leta 1738 in posnemal zvonike Peña de Toro in Domingo de Andrade v 17. stoletju: baročna dekoracija je krasila vse vrste okrasja, ki je zagotovljala enotno arhitekturo po celotni fasadi.

### Stolp z uro, Torre da Trindade ali Berenguela
Stolp z uro, imenovan tudi Torre da Trindade ali Berenguela, je na križišču trga Pratarías in trga Quintana. Tradicionalno naj bi se gradnja začela leta 1316 na zahtevo nadškofa Rodriga de Padróna kot obrambni stolp. Po njegovi smrti je njegov naslednik, nadškof Bérenger de Landore, nadaljeval delo, čeprav nekateri avtorji postavljajo te datume pod vprašaj. Ko je postal glavni mojster stolnice, je Domingo de Andrade nadaljeval z gradnjo in ga med letoma 1676 in 1680 dvignil za dve nadstropji; uporaba različnih struktur je dosegla harmonično in dekorativno zasnovo, s krono v obliki piramide in lučjo kot zadnjim elementom, s štirimi ličmi, ki so stalno prižgane. Dviga se na 65 metrov.
Leta 1833 je na vsako stran stolpa postavil Andrés Antelo uro, ki jo je naročil nadškof Rafael de Vélez. Kot del mehanizma ima dva zvona, enega ob uri, ki se imenuje Berenguela in manjšega, ki označuje četrt ure. Ta dva je leta 1729 odlil Güemes Sampedro. Berenguela ima premer 255 cm in višino 215 cm, tehta približno 9600 kilogramov, manjši pa tehta 1839 kilogramov s premerom 147 cm in višino 150 cm. Oba originalna zvona sta počila, zato sta bila zamenjana. Trenutni repliki je hiša Eijsbouts leta 1989 vlila v Astenu (Nizozemska), februarja 1990 pa so ju postavili v stolnico.

## Notrajost
Stolnica je dolga 97 m in visoka 22 m. Ohranja svojo prvotno, banjasto obokano, križne oblike, romansko notranjost. Sestavljen je iz glavne in dveh stranskih ladij, širokega transepta in kora s sevajočimi kapelami. V primerjavi s številnimi drugimi pomembnimi cerkvami notranjost te stolnice daje prvi vtis strogosti, dokler ne vstopite dlje in ne vidite veličastnih orgel in razkošja kora. Je največja romanska cerkev v Španiji in ena največjih v Evropi.

### Pórtico da Gloria
Portico da Gloria iz 12. stoletja, za zahodno fasado, je v narteksu zahodnega portala. Je ostanek iz obdobja romanike, mojstrovina romanskega kiparstva, ki ga je med letoma 1168 in 1188 zgradil mojster Mateo na zahtevo kralja Ferdinanda II. Leonskega. Močan naturalizem figur na tem trojnem portalu je izraz umetniške oblike, raznolike v podrobnostih, izdelavi in polikromiji (od katere so ostale rahle sledi barve). Gredi, timpanoni in arhivolti treh vrat, ki se odpirajo v vse tri ladje, so množica močnih in živahnih skulptur, ki predstavljajo Poslednjo sodbo.
Osrednji timpanon ima podobo Kristusa v slavi kot sodnika in odrešenika, ki prikazuje njegove rane na nogah in rokah, skupaj s tetramorfom (štirimi simboli evangelistov). Na obeh straneh ga obdaja spremstvo angelov, ki nosijo simbole pasijona. V arhivoltu je zastopanih 24 starešin apokalipse, ki igrajo na organistrum (predhodnica lajne).
Kipi kot stebri predstavljajo apostole s svojim atributom, skupaj s preroki in starozaveznimi osebnostmi z njihovim imenom na knjigi ali pergamentu. Vsi so bili polikromirani. Še posebej velja omeniti rahel nasmeh preroka Daniela, ko gleda v Reimskega angela.
Srednji slop predstavlja svetega Jakoba, njegov obraz pa izraža ekstatično vedrino. Zvitek besedila v njegovi roki prikazuje besede Misit me Dominus (Gospod me je poslal). Pod njim je Jesejevo drevo (rod, ki vodi do Kristusa), zgoraj pa predstavitev sv.Trojice. Običaj je, da se romarji dotaknejo leve noge tega kipa, kar pomeni, da so prispeli na cilj. Toliko romarjev je položilo roke na steber, da je bil v kamnu izrabljen utor.
Stranski portali so posvečeni Judom na levi in nevernikom na desni.
Desni timpanon je razdeljen na tri dele in je posvečen temi Odrešenja. V središču sta Kristus in sveti Mihael, ob straneh pa sta pekel (ki ga predstavljajo demoni) in nebesa (otroci). Vice so prikazane na strani. Levi timpanon prikazuje prizore iz Stare zaveze.
Demoni so predstavljeni na dnu portika, kar pomeni, da Slava lomi greh.
Za portikom stoji kip mojstra Matea, mojstra arhitekta in kiparja, ki je v 12. stoletju vodil program gradnje stolnice Fernanda II. Rečeno je, da bo tisti, ki trikrat udari glavo s kipom, dobil del Matejevega genija in morda okrepil spomin. Prej je bila dolga vrsta obiskovalcev, ki so čakali, da se z glavo dotaknejo kipa, zdaj pa je blokiran, ker se je zaradi ponavljajočega stika začela pojavljati vdolbina.
Skulpture v tem portiku so bile referenčna točka za galicijsko kiparstvo do 15. stoletja.

### Ladja
Obokana glavna in stranski ladji so sestavljene iz enajstih travej, širok transept pa je sestavljen iz šestih travej. Vsak gručast slop je obdan s polstebri, od katerih trije nosijo križne oboke stranskih ladij in nosilce banjastih obokov, četrti pa sega do izvira oboka. Osvetljene empore tečejo na izjemni višini nad stranskimi ladjami okoli cerkve.
Kor je pokrit s tremi travejami in obdan z ambulatorijem in petimi sevajočimi kapelicami. Obok apside je preboden z okroglimi okni, ki tvorijo svetlobno nadstropje. kor v tem romanskem okolju kaže presenetljivo bogastvo. Ogromen baldahin z razkošno okrašenim kipom svetega Jakoba iz 13. stoletja se dviga nad glavnim oltarjem. Romarji lahko poljubijo svetnikov plašč skozi ozek prehod za oltarjem.
Na hodniku kora izstopata čudovita rešetkasta dela in obok kapele Mondragon (1521). Sevajoče kapelice predstavljajo muzej slik, retablov, relikviarijev in kipov, nakopičenih skozi stoletja. V kapeli relikviarija (galicijsko Capela do Relicario) je zlato razpelo z datumom 874, ki vsebuje domnevni kos pravega križa.

### Kripta
Kripta pod glavnim oltarjem prikazuje podkonstrukcijo cerkve iz 9. stoletja. To je bil končni cilj romarjev. V kripti so relikvije svetega Jakoba in dveh njegovih učencev: svetega Teodorja in svetega Atanazija. Srebrni relikviarij (José Losada, 1886) je bil postavljen v kripto konec 19. stoletja, potem ko je papež Leon XIII. leta 1884 overil relikvije.
Skozi čas je bil svetnikov grob skoraj pozabljen. Zaradi rednih nizozemskih in angleških vdorov so bile relikvije leta 1589 prenesene s svojega mesta pod glavnim oltarjem na varnejše mesto. Ponovno so jih odkrili januarja 1879.

### Botafumeiro
Kupola nad prehodom vsebuje škripčev mehanizem za nihanje Botafumeira, kadilnice, ki jo najdemo v tej cerkvi. Ustvaril ga je zlatar José Losada leta 1851. Tukajšnji Botafumeiro je največja kadilnica na svetu, tehta 80 kilogramov in meri 1,60 metra v višino. Običajno je na ogled v knjižnici stolnice, vendar je med določenimi pomembnimi verskimi prazniki pritrjena na škripčev mehanizem, napolnjen s 40 kilogrami oglja in kadila. V jubilejnih letih (vsakič, ko dan svetega Jakoba pade na nedeljo) se Botafumeiro uporablja tudi pri vseh mašah romarjev. Osem tiraboleirov z rdečimi oblekami potegne vrvi in ga z nihanjem pripelje skoraj do stropa transepta, doseže hitrost 80 kilometrov na uro in razprši debele oblake kadila.